# Phytala benitensis
Phytala benitensis är en fjärilsart som beskrevs av Holland 1890. Phytala benitensis ingår i släktet Phytala och familjen juvelvingar. Inga underarter finns listade i Catalogue of Life.